# Razão de Viver
Razão de Viver fue una telenovela brasileña producida por SBT.

## Trama
Luzia Santos Silva es la madre dedicada de tres hijos, que hace todo lo posible para hacerlos felices. André, el mayor, es ambicioso y quiere algo más que una vida pobre y humilde. Mário, el más joven, abrumado por amistades nada recomendables, acaba involucrado en un robo y acaba en prisión. Pedro, el del medio, es mecánico de automóviles; pero aún no se ha adaptado a la vida. La historia presenta a Luzia, la madre que ayuda a sus hijos en todo lo que puede y sufre al verlos sufrir y ser golpeados por la vida. Yara, la millonaria dueña de la fábrica de ropa donde Luzia trabaja como costurera, vive en un matrimonio infeliz con Pascoal, a quien engaña con su primo Álvaro, lo que enfada a su hija Olga, con quien André, para ascender, se casa por interés, abandonando a su gran amor, la joven Zilda.

## Reparto
| Actor/actriz            | Personaje          |
| ----------------------- | ------------------ |
| Irene Ravache           | Luzia Santos Silva |
| Joana Fomm              | Yara               |
| Adriana Esteves         | Zilda              |
| Mayara Magri            | Olga               |
| Raul Gazolla            | Ruffo              |
| Cláudia Mello           | Jandira            |
| Eduardo Conde           | Álvaro             |
| Vera Zimmermann         | Sílvia             |
| Cássio Scapin           | Miro               |
| Bel Kutner              | Rosa               |
| Sebastião Campos        | Pascoal            |
| Eliana Rocha            | Rosaly             |
| Paulo Hesse             | Humphrey           |
| Elizabeth Hartmann      | Gretel             |
| Ernando Tiago           | Rafael             |
| Lu Martan               | Alípio             |
| Adão Filho              | Zé Carlos          |
| Tânia Seckler           | Guiomar            |
| Josmar Martins          | Eduardo            |
| Nívio Diegues           | Jordão             |
| Patrícia Mayo           | Vitória            |
| Luciano Amaral          | Rato               |
| Fúlvio Stefanini        | Renato             |
| Gianfrancesco Guarnieri | Alcides            |
| Cléo Ventura            | Dayse Campos       |
| Lolita Rodrigues        | Carmem             |
| Ana Paula Arósio        | Bruna              |
| Marco Ricca             | André              |
| Petrônio Gontijo        | Pedro              |
| Rafael Pardo            | Nino               |
| Fernanda Souza          | Patrícia           |
| Gabriel Braga Nunes     | Mário              |
| Cláudia Liz             | Júnia              |
| Guilherme Linhares      | Jô                 |
| Ju Colombo              | Vitória            |
| Henrique Martins        | Raul Macedo        |
| André Latorre           | Dauri              |